# 羽川珍重
羽川 珍重（はねかわ ちんちょう、生年不明 - 宝暦4年7月22日〈1754年9月8日〉）とは、江戸時代の浮世絵師。

## 来歴
羽川珍重の事については、曲亭馬琴著『燕石雑志』巻之五上の中にまとめられている。それによれば武蔵国川口（現在の埼玉県川口市）の生まれで本姓は真中、俗称は大田弁五郎（「大田」は川口の旧名）。珍重の父直知（なおとも）は、馬琴の祖父にとっては叔父にあたる。弱冠にして江戸に出て、鳥居清信を師とし絵を学び、のちに羽川の画姓を称す。妻を娶らず、武道をたしなみ、常に言行を慎み、遊山、舟遊びの際にも肩衣（裃）を脱がなかったので、浮世絵師には稀なる人物であると賞された。絵で暮らしを立てていたが、気が向かなければ人が勧めても絵を描こうとはしなかった。晩年は自画の絵馬を川口の稲荷五社に奉納し、自画像と小引（しょういん : 短い文）一巻を孫の二郎に与えたが、自画像と小引は火災により焼失したという。老衰して三同宣観居士の法号を称した。宝暦4年7月22日、下総国葛飾郡川津間の郷士藤浪家にて没す。藤浪家は珍重の姪が嫁いだ家であった。享年「七十余歳」。辞世の句は「たましいのちり際も今一葉かな」、墓所は江戸下谷池之端の東円寺（東淵寺）。
以上が『燕石雑志』が羽川珍重について伝える大略であるが、樋口弘によれば『燕石雑志』の記述を裏付けるものはないという。樋口弘が実際に池之端の東淵寺や埼玉県川口市へ足を運んだ結果、東淵寺には墓石はもとより寺の過去帳などにも珍重の墓が東淵寺にあったと確かめられるものはなく、川口市においても真中氏や、珍重が最期を迎えたとされる藤浪家の存在も確かめられなかったことを『初期浮世絵解説』で報告している。もっとも昭和10年（1935年）頃に長谷川義一が東淵寺を訪ねたところ、すでに珍重に関わるものはなにもなかったという（『掃苔』第四巻第四号）。
珍重のほかに画号として元信、冲信、絵情斎を名乗った。作画期は享保の頃を中心とするが、「彦根屏風模本」には延享2年（1745年）の款記があり、また「江戸下谷住」とあるので下谷に住んでいたことが知られる。画風は鳥居派または奥村政信に似るとされ、遊女評判記、役者評判記、六段本、赤本の挿絵の他、一枚摺の墨摺絵や丹絵などを20点ほど残す。羽川藤永、羽川和元は珍重の門人といわれているが、これらは珍重の別名であるとの説もありその関係は明らかではない。

## 作品
- 『吉原丸鑑』　遊女評判記　国立国会図書館所蔵　※蝶郎の作、享保5年（1720年）刊行。第一冊に珍重の挿絵あり
- 『役者芸品定』　役者評判記　※享保7年刊行
- 『是は御ぞんじのばけ物にて御座候』　赤本　東京都立図書館所蔵　※珍重作
- 『富士権現筑波の由来』　国立国会図書館所蔵　※第7丁表の挿絵に「羽川珍重圖」とあり
- 「富士巻狩」　横大々判墨摺筆彩
- 「まつの内のんこれ双六」　横大判墨摺絵
- 「針売り」　小判墨摺絵　シカゴ美術館所蔵　※享保末頃
- 「江戸町西田屋内こゝのゑ」　大々判丹絵　ボストン美術館所蔵
- 「二代目三条勘太郎のお七と市村竹之丞の吉三郎」　細判紅絵　ボストン美術館所蔵　※享保3年（1718年）
- 「大黒の絵の前で遊ぶ二少女」　細判漆絵　ボストン美術館所蔵　※享保5年の絵暦
- 「西行法師」　墨摺絵筆彩　ボストン美術館所蔵　※享保9年（1724年）絵暦
- 「彦根屏風模本」　紙本着色　※「延享乙丑弐年葉月　江戸下谷住羽川珍重　冲信写之」の落款、印文不明の朱文方印あり。彦根屏風にある二人の人物を模写したもの。